# Płyta Wschodnioczeska
Płyta Wschodnioczeska (czes. Východočeská tabule) jest południowo-wschodnią częścią Płyty Czeskiej (czes. Česká tabule).
Od północnego wschodu i wschodu graniczy z Sudetami, od południa z Wyżyną Brneńską (czes. Brněnská vrchovina), od południowego zachodu z Wyżyną Czesko-Morawską (czes. Českomoravská vrchovina), od zachodu z Płytą Środkowoczeską (czes. Středočeská tabule), a od północnego zachodu z Płytą Północnoczeską (czes. Severočeská tabule).
Zbudowana jest głównie ze skał osadowych wieku górnokredowego: piaskowców, mułowców, iłowców.

## Podział
- Płyta Wschodniołabska (czes. Východolabská tabule)
  - Płyta Cidlińska (czes. Cidlinská tabule) – Holý (323 m n.p.m.)
  - Płyta Chlumecka (czes. Chlumecká tabule) – Na šancích (352 m n.p.m.)
  - Kotlina Pardubicka (czes. Pardubická kotlina) – Kunětická hora (307 m n.p.m.)

- Płyta Orlicka (czes. Orlická tabule)
  - Płyta Upsko-Metujska (czes. Úpsko-metujská tabule) – średnia wysokość 285 m n.p.m.
  - Płyta Trzebiechowicka (czes. Třebechovická tabule) – U rozhledny (451 m n.p.m.)

- Wyżyna Switawska (czes. Svitavská pahorkatina)
  - Wyżyna Czeskotrzebowska (czes. Českotřebovská vrchovina) – Baldský vrch (693 m n.p.m.)
  - Płyta Loczeńska (czes. Loučenská tabule) – Modřecký vrch (657 m n.p.m.)
  - Płyta Chrudimska (czes. Chrudimská tabule) – Heráně (453 m n.p.m.)

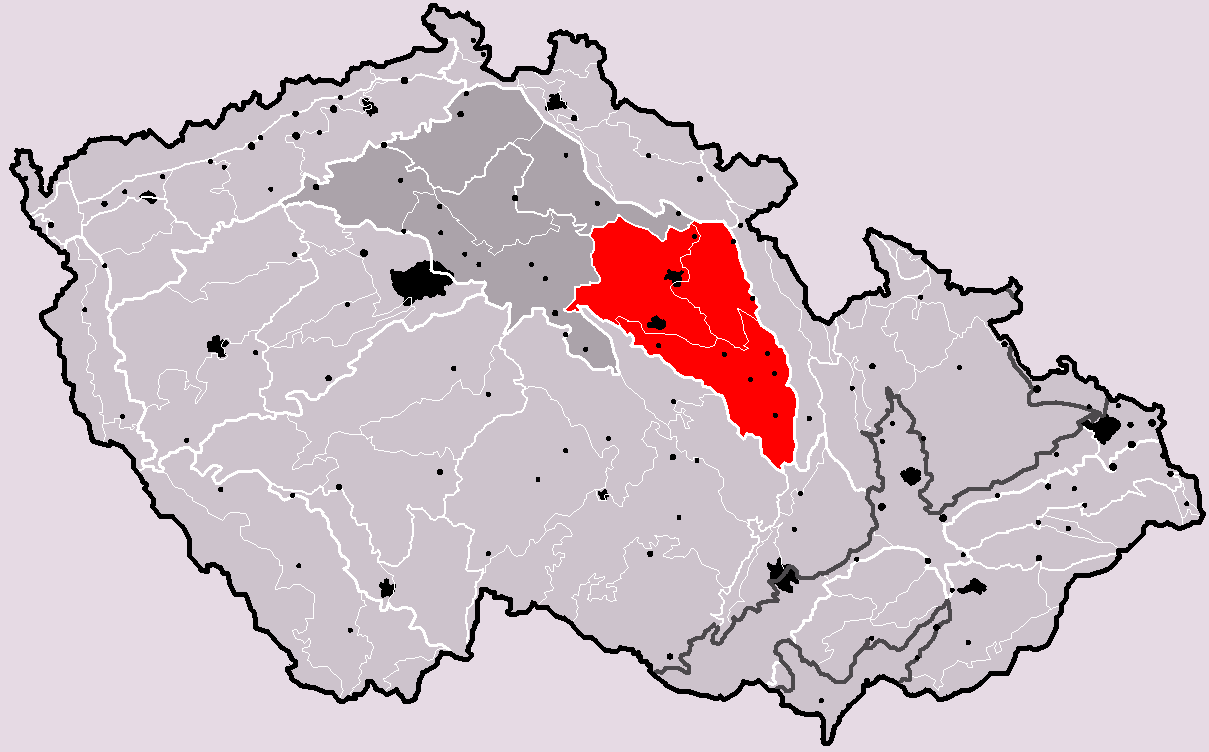
Położenie Płyty Wschodnioczeskiej